# VMware
VMware är ett bolag inom Broadcom, som tillverkar programvara för virtualisering av x86-plattformen. De mest kända produkterna är VMware Workstation och VMware vSphere.

## VMwares produkter

### Virtualisering i befintligt operativsystem
VMware ACE, VMware Workstation, VMware Server och VMware Player är produkter man kör i ett befintligt operativsystem (Windows eller Linux), VMware-programvaran tillhandahåller sedan virtuella maskiner där man kan köra nya instanser av operativsystem.
VMware ACE är en produkt som är avsedd att garantera att miljön som körs är beständig, tekniken går ut på att centralt kontrollera den eller de virtuella maskiner som slutanvändarna ska köra.
VMware Workstation är flaggskeppsprodukten för desktopmarknaden och säljs ofta in som en lösning för programmerare som behöver köra flera plattformar på samma maskin.
VMware Player är en nedskalad gratisversion av VMware Workstation. Den är avsedd att spela upp virtuella maskiner, inte skapa eller hantera dem även om det finns vägar runt en del av begränsningarna.
En version för Mac OS med namnet Fusion finns också tillgänglig, en motsvarighet till VMware Workstation på Windows och Linux och en konkurrent till Parallels Desktop-produkt som hade fördelen att vara först ut på mac-plattformen. Observera att såväl Fusion som Parallels Desktop bara fungerar på Intel-baserade macar.

### Virtualisering direkt på hårdvaran
VMware ESX Server är ett eget operativsystem, en så kallad Hypervisor, som kontrollerar och allokerar virtuella maskiner. Fördelen med ESX Server är att kärnan som bestämmer över hårdvaran och allokerar resurser till de virtuella maskinerna är mindre och mer specialiserad. Man kan alltså köra fler virtuella maskiner på samma hårdvara jämfört med de andra produkterna. En vanlig missuppfattning är att ESX Server är Linux-baserad. Linux används för att starta maskinen och ge en miljö som sedan startar ESX Servers kärna, vmkernel, som alltså är vad som tar över kommandot från Linux under bootprocessen. Vmnix, som är en konsol mot ESX-servern, baseras dock på en Redhatversion.
I ESX-serverns managementverktyg kan man styra systemresurserna mellan de olika maskinerna.
Om en VM (Virtuell Maskin) inte nyttjar allt sitt tilldelade RAM-minne startar en "ballooning"-session. Den "äter" upp minne som inte används. Detta minne kan sedan andra VM använda sig av vid behov.
Har man flera ESX-servrar och en central lagringslösning, typ SAN eller iSCSI där man lagrar sina VM-imagefiler kan man även flytta den under drift mellan de olika ESX-servrarna. Man använder sig då av produkten VMotion.
För att enkelt konvertera en fysisk maskin in till en ESX-server kan man köra ett P2V-program (Physical-to-Virtual). Den skapar en imagefil av maskinen, sedan mappar den om alla drivrutiner för att passa ESX-servern.
Imagefilen startas sedan enkelt efter att den kopierats in i ESX-servern.
Den senaste versionen av ESX Server är Version 6.5 (2007).

### Hanteringsverktyg
vCenter är en administrativ programvara för att lättare hantera stora installationer med många ESX Servrar. Från och med Version 2.0 av VirtualCenter rekommenderas man att ha en VMware License Server där man lagrar all licensinformation som hör till infrastrukturen, kallad Virtual Infrastructure.
ACE, Assured Computing Environment, är en produkt som levererar virtuella maskiner till slutanvändares PC:s. Skillnaden mellan ACE och Workstation är den adderade säkerheten samt distributionsmöjligheterna. Med ACE kan man tex på distans uppdatera en klient via e-postmeddelanden, den erbjuder även en krypteringsmöjlighet. Riktar sig till större företag med spridda klienter där central hantering är viktigt.  ACE och Workstation är inte kompatibla. Man kan alltså inte köra en ACE baserad virtuell maskin på en fysisk PC som har VMware Workstation installerad. I ACE kan man även styra vilka nätverk den virtuella maskinen skall ha åtkomst till.
Virtual Infrastructure (VI) är den nya (2006) produktpaketeringen från VMware; ESX Server, VirtualCenter(idag vCenter) och License Server är grundprodukterna som ingår.